# Lippensgoed-Bulskampveld
Lippensgoed-Bulskampveld is een 230 hectare groot provinciaal groengebied en een 90 hectare groot domeinbos in de Belgische gemeente Beernem. Het Lippensgoed-Bulskampveld sluit aan bij een 220 hectare groot natuurgebied van de Vagevuurbossen in beheer van het Agentschap voor Natuur en Bos. Het domein is Europees beschermd als onderdeel van Natura 2000-habitatrichtlijngebied 'Bossen, heiden en valleigebieden van Zandig Vlaanderen: westelijk deel'.

## Domein
Het domein bestaat uit restanten van het oorspronkelijke Bulskampveld, bestaande uit een heidegebied, akkers, loofbossen, naaldbossen en weiden. Het bevat onder andere een neogotisch kasteel met park en uitgebreide kruidentuin (ongeveer 400 soorten), een domeinhoeve en een vogelopvangcentrum. Circa 27 hectare bos, heide en weiden aan de Bornebeek worden als natuurreservaat beheerd door Natuurpunt. Dit natuurgebied wordt soms ook Heideveld-Bornebeek genoemd. Tot 2016 was er op het domein ook een landbouw-, ambachten- en karrenmuseum.
Het provinciaal domein is samen met omliggende gebieden (zoals de vagevuurbossen) verweven in een wandelnetwerk.

### Heideveld - Bornebeek
Een deel van het provinciaal domein bevat het natuurgebied Heideveld-Bornebeek en beslaat 27 hectare. Het is sinds 1985 in beheer van Natuurpunt en is een restant van de heide vlakte die vroeger van Doomkerke tot Oostkamp liep.
Flora en fauna
De specifiek voorkomende soorten zijn de poelkikker, boompieper, kruipbrem, moeraskartelblad en moeraswalstro.

## Geschiedenis
De naam Bulskampveld wordt voor het eerst teruggevonden in 1149 en zou afstammen van het Germaanse bulnas campa dat stierenveld betekent. De 10.000 ha heidegronden en moerassen strekten zich in de provincie West-Vlaanderen uit van Bellem en Lotenhulle over Aalter, Ruiselede (grondgebied Sint-Pietersveld), Beernem, Wingene en Ruddervoorde en verder westwaarts tot Aartrijke, Lichtervelde, Zwevezele en Torhout.
In 2011 werd het gebied door verschillende partners herenigd als het Landschapspark Bulskampveld, het grootste aaneengesloten bosgebied van de Provincie West-Vlaanderen, met een uitloper in Oost-Vlaanderen. Voor recreanten biedt het gebied heel wat mogelijkheden, met diverse wandel- en fietsroutes.
De gronden werden pas vanaf 1750 ontgonnen en drooggelegd door de eerste heer van het Bulskampveld, Lambert Malfait (vandaar de naam Lambertsgoed), die er rond 1800 zijn hoeve uitbreidde, op de eerste primitieve kadasterplannen van 1830 aangeduid als een rechthoekig huis met twee bijgebouwtjes.
In 1838 kocht de familie de Meeus het domein. Het huidige neogotische kasteel dateert van 1893 en werd gebouwd in opdracht van graaf Henri de Meeus, die vanaf 1880 op het domein naar steenkool boorde. Echter, nadat op 350 meter diepte hard gesteente werd gevonden, werd het project in 1898 stilgelegd. Men had het Massief van Brabant bereikt zonder de steenkool te vinden die meer naar het zuiden wel voorkomt in het Synclinorium van Namen. De geboorde put werd als artesische waterbron gebruikt.
De familie Lippens verwierf het goed in 1904 en richtte het kasteelpark in. Sinds 1970 is de provincie West-Vlaanderen eigenaar van dit Provinciedomein.

## Afbeeldingen

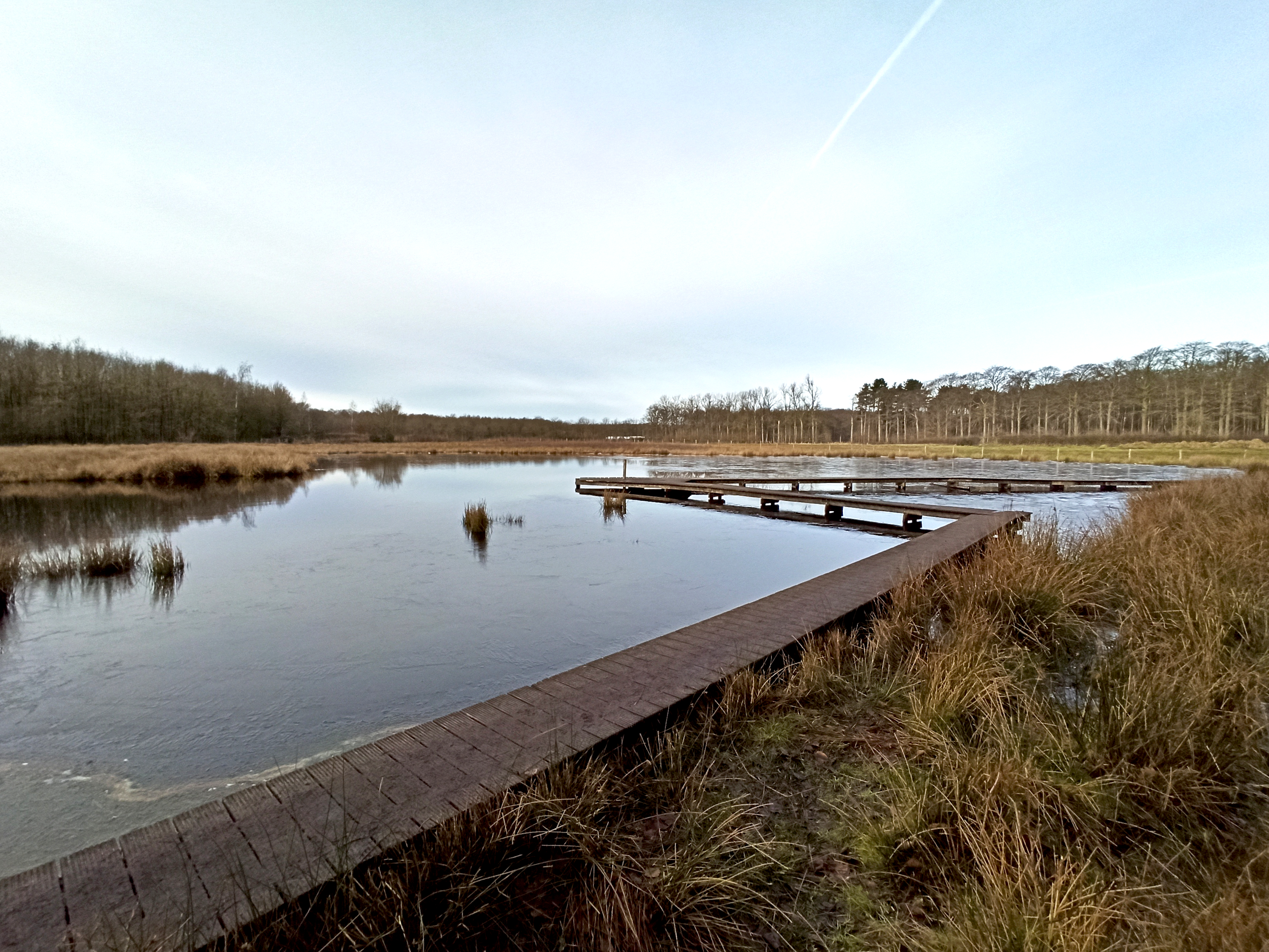
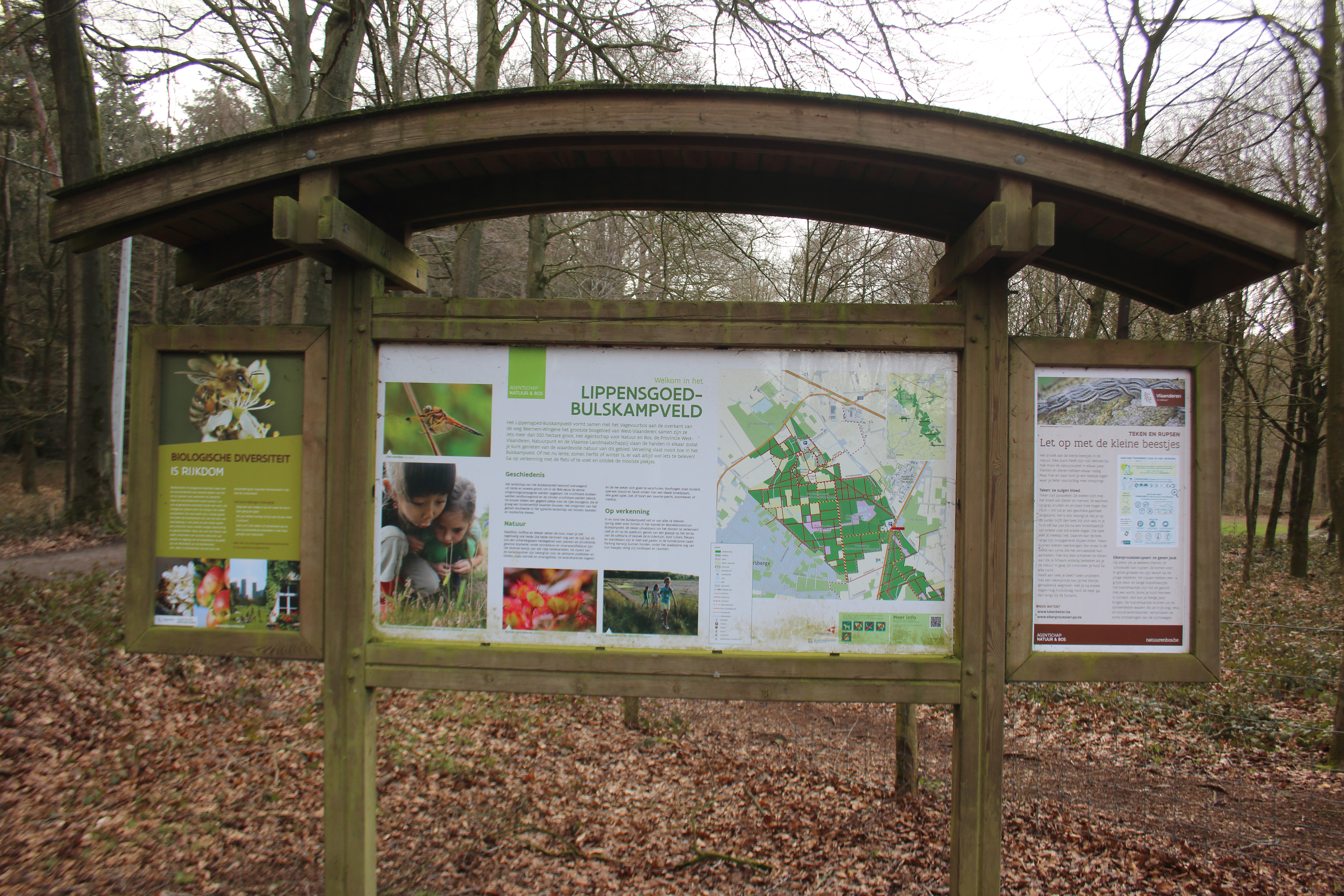
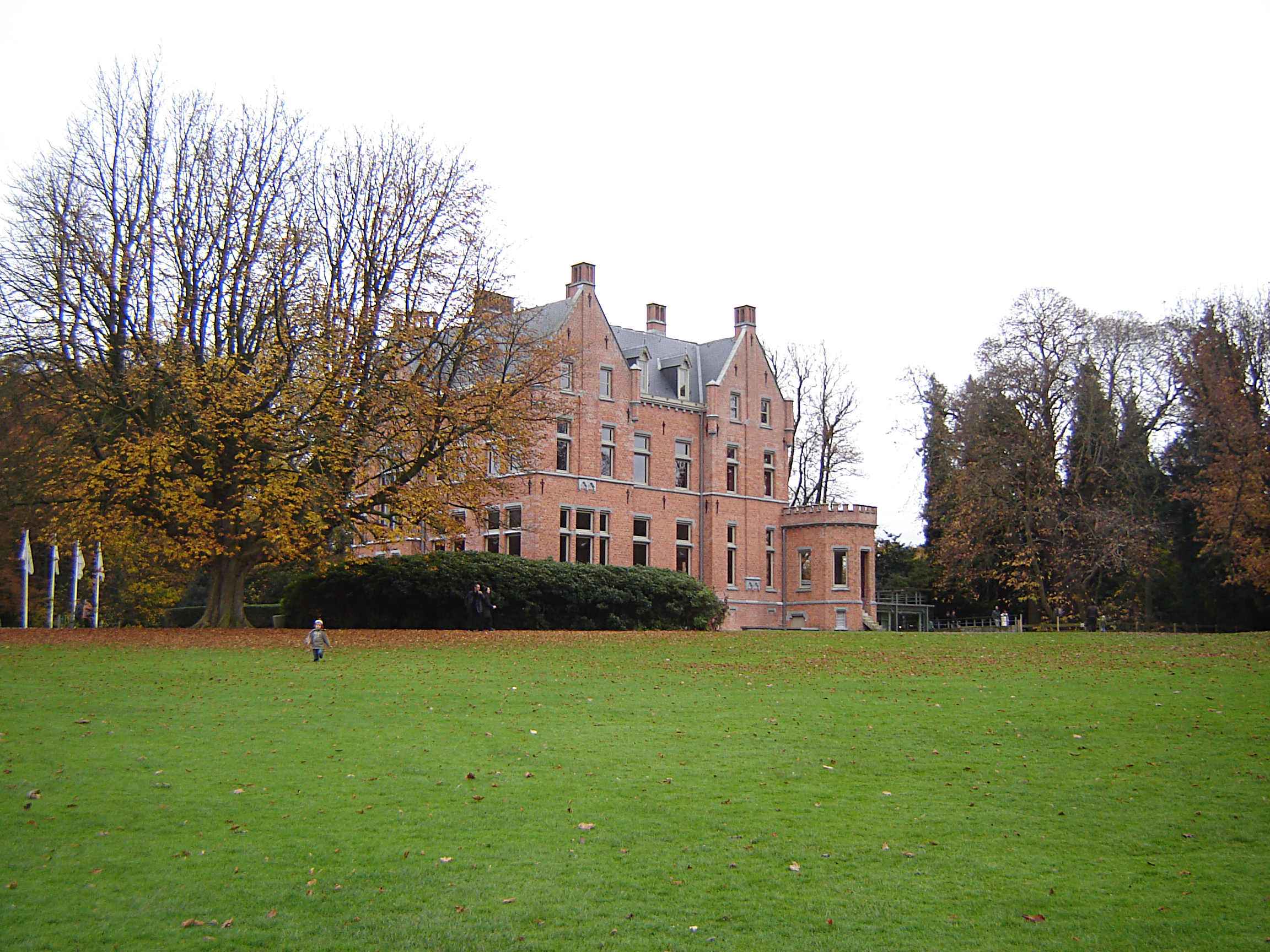
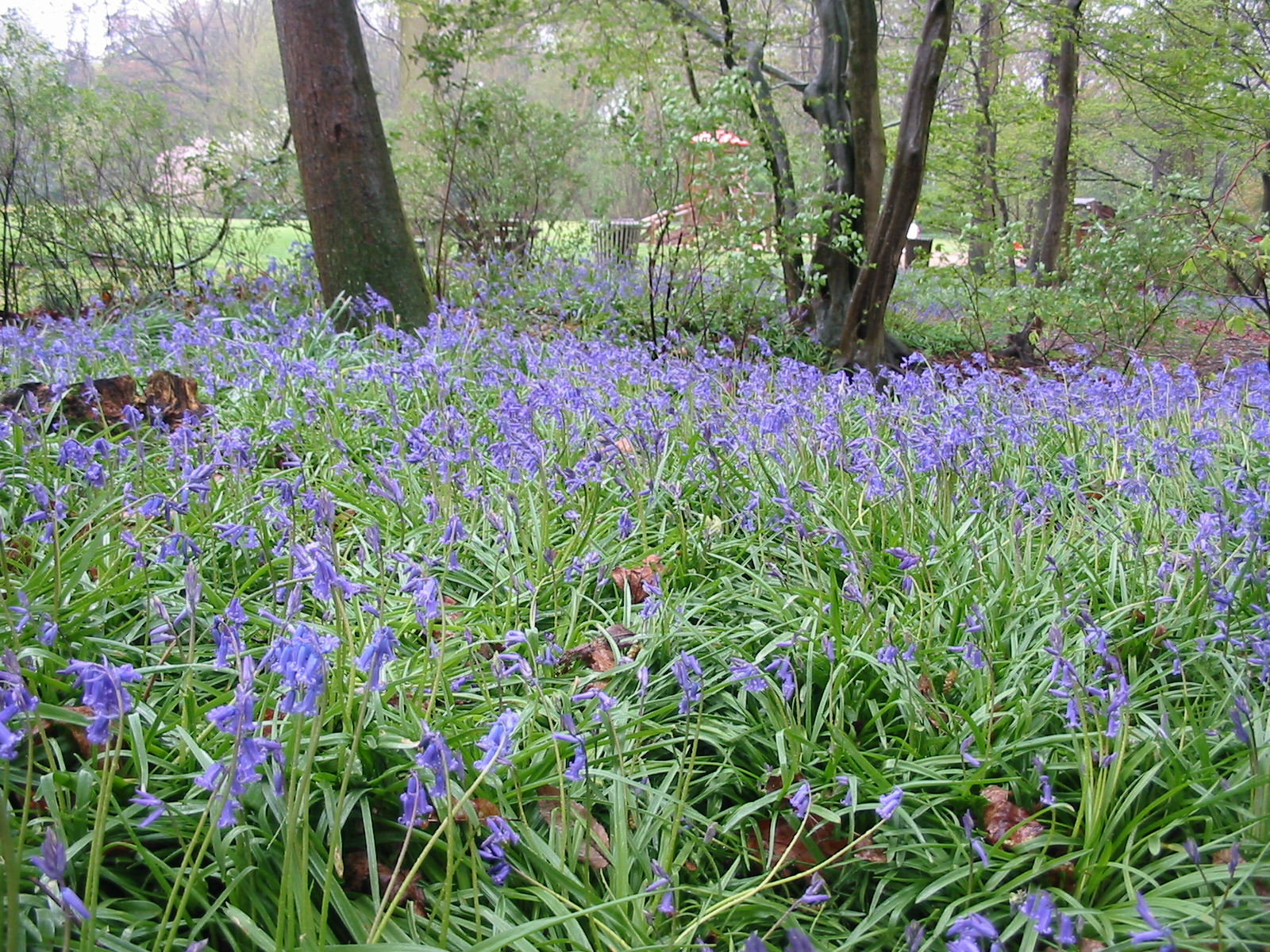
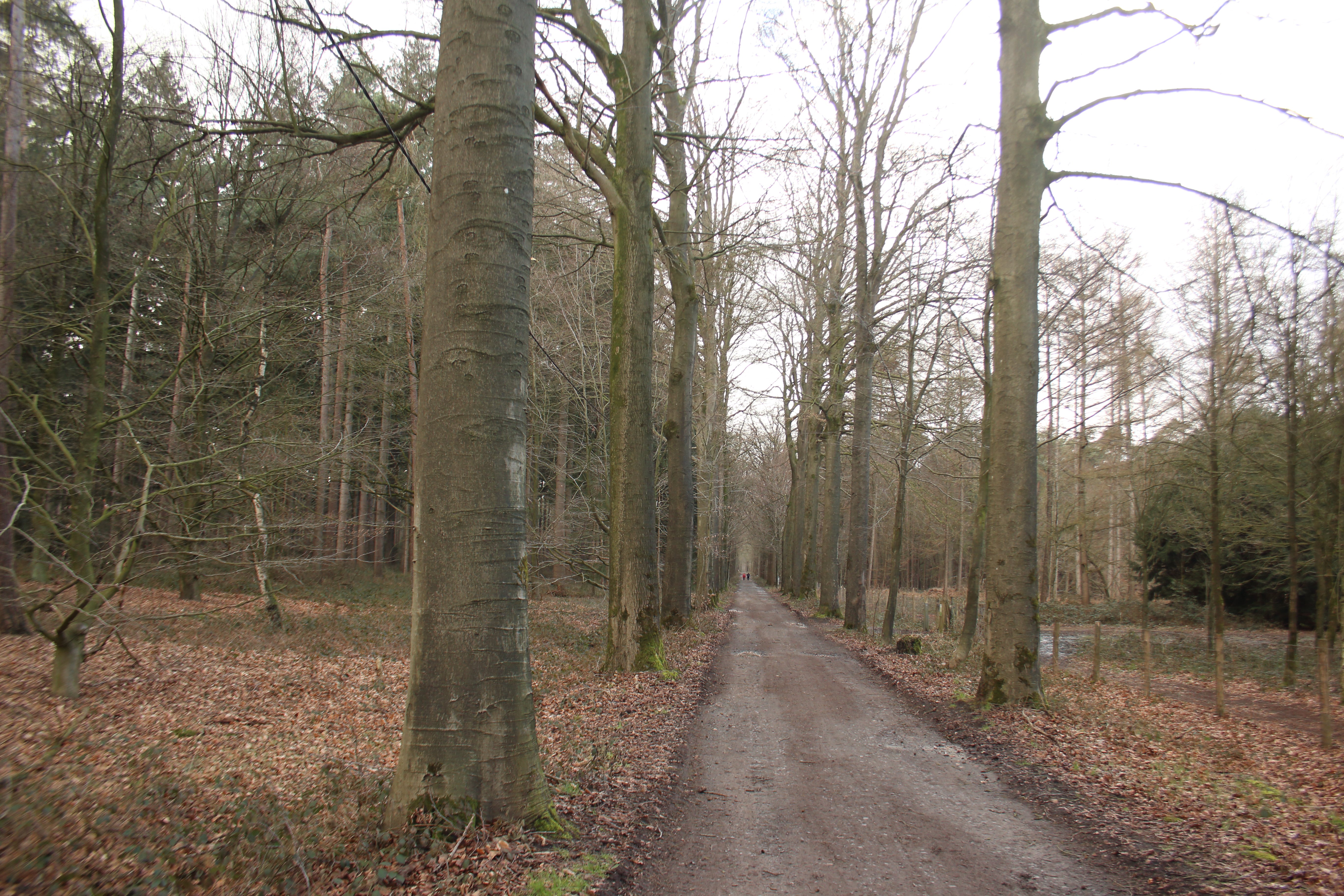